# Yeremia Tschelebi Kömürdjian
Yeremia Tschelebi Kömürdjian (* 13. Mai 1637 in Konstantinopel; † 15. Juli 1695 ebenda) war ein armenischer Dichter, Drucker, Historiker, Pädagoge, Musiker, Miniaturist und Übersetzer des 17. Jahrhunderts. Er verfasste bemerkenswerte Arbeiten in türkischer und armenischer Sprache.

## Leben
Yeremias Vater, Mardiros Kömürdjian (1608–1681), war Priester und seine beiden jüngeren Brüder wurden ebenfalls zu Priestern geweiht. Er selbst heiratete 1657. Er hatte drei Söhne und eine Tochter. Der älteste Sohn, Ampagum (1659–1692), wurde Priester und nahm den Namen Krikoris an. Der zweitälteste Sohn, Malachia (1662–1702) wurde Miniaturist.
Yeremia wurde mit 22 Jahren Berater und Sekretär des armenischen Patriarchen von Konstantinopel (1659 bis frühe 1660er Jahre). Er kannte die Geheimnisse der osmanischen Politik ebenso wie die engen Grenzen, zwischen denen das Patriarchat die Angelegenheiten der Gemeinde zu verfolgen suchte. Neben Griechisch und Latein beherrschte er Türkisch und seine Muttersprache. Er übersetzte auf Verlangen von türkischen Gelehrten die Werke Moses’ von Choren in die türkische Sprache. Er reiste wiederholt durch Palästina, Syrien, Kleinasien, Thrakien und Ostarmenien und war auch politisch aktiv.
Yeremia Tschelebi Kömürdjian war ein vehementer Gegner der katholischen Kirche. Mit dem Betrieb seiner Druckerei ab 1677 war er ein Pionier in Konstantinopel.

## Verdienst
Yeremia Tschelebi Kömürdjian schrieb in armenischer und türkischer Sprache. Von ästhetischem Interesse ist der Wechsel der Sprache in den Dichtungen zuweilen von Verszeile zu Verszeile.
Ohne eine eigentliche Gegengeschichte zu sein, präsentiert Kömürdjian eine nicht-offizielle Version der historischen Tatsachen. Konstantinopel erhält als Ort des Exils in der armenischen Literatur einen festen Platz mit Yeremia Tschelebi Kömürdjian.

## Rezeption
Kömürdjians Geschichte von Istambul ist die Grundlage des Films Ah Gözel Istanbul (engl. Invisible to the Eye) der Regisseurin Zeynep Dadak.

## Werke (Auswahl)
- Tagebuch (armenisch Orakrutiun, 1939 in Jerusalem erschienen)
- Roman von Alexander, (Übersetzung ins Türkische Kitab Hikâye-i Cihangir Iskender Zülkarneyn)
- Roman von Paris und Wien, (Übersetzung ins Türkische Hikâye-i Faris ve Vena)
- Chronologie (arm. Darekrutiun)
- Liebesgeschichte des albanischen Bäckers Dimo und des jüdischen Mädchens Mrkada (armenisch-türkisch)
- 1662 Erzählung über den Brand von Stambul (arm. Badmutiun Hragisman Gosdantnubolso)
- 1672 Geschichte des Abro Tschelebi (arm. Badmutiun Abro Tschelebii)
- 1678 Kurze Geschichte der vierhundert Jahre der Osmanischen Herrscher (arm. Badmutiun Hamarod 400 Darva Osmantsots Takavorats)
- 1685 Synaxarion (Das Leben der Heiligen), Übersetzung ins Türkische
- 1689 Geschichte von Stambul 1662–1684 (arm. Isdambolo Badmutiun 1662–1684)